# Јагодин мала
Јагодин мала је градска четврт Ниша. Налази се у градској општини Пантелеј. Јагодин мала се прецизније речено налази на северној страни ниша у односу на Нишаву и то углавном око Књажевачке улице.

## Историја
У насељу се налази рановизантијска гробница са фрескама која је откривена 1953. на десној обали Нишаве. Насеље је добило име по Јагодинцима које су Турци населили на имања Срба који нису редовно плаћали порез. Турци су Нишлије иселили у некадашњи Татар пазар у данашњој Бугарској.
У Јагодин мали се налази садржајно арехолошко налазиште са већим бројем гробова и гробница из раног хришћанског периода.

## Галерија
- Мартиријум из рановизантијског периода у Јагодин мали
- Део Књажевачке улице
- Део чегарске улице